# ユノミネシダ
ユノミネシダ(Histiopteris incisa, 湯ノ峰羊歯)は、1875年に記載されたコバノイシカグマ科のシダである。

## 特徴
常緑性の多年生草本。根茎は長く伸びて横に這う。根茎は太くて径1cmを越え、暗紫色で光沢があり、幅の狭い鱗片がある。葉は間を置いて出て、葉柄も太いものでは径1.5cmを越えるものがあり、基部から脇外芽を伸ばす。葉の先端での成長が止まらないのでどんどん伸びて大きくなり、日本では2m程度であるが、熱帯域では蔓状に伸びて10mに達する例がある。葉全体としては2回羽状から時に4回羽状になる。羽片、小羽片は対生し、羽片の基部の最下1対の小羽片は柄のない托葉状となる。羽片は長さ70cm、幅30cmに達し、小羽片は長さ20cm、幅7cmにもなる。葉質は草質で表面は鮮緑色、裏面は灰緑色となり、縁は裏面に巻く。裂片の形は様々。胞子嚢群は裂片の縁に沿って長く伸び、途切れないことが多い。

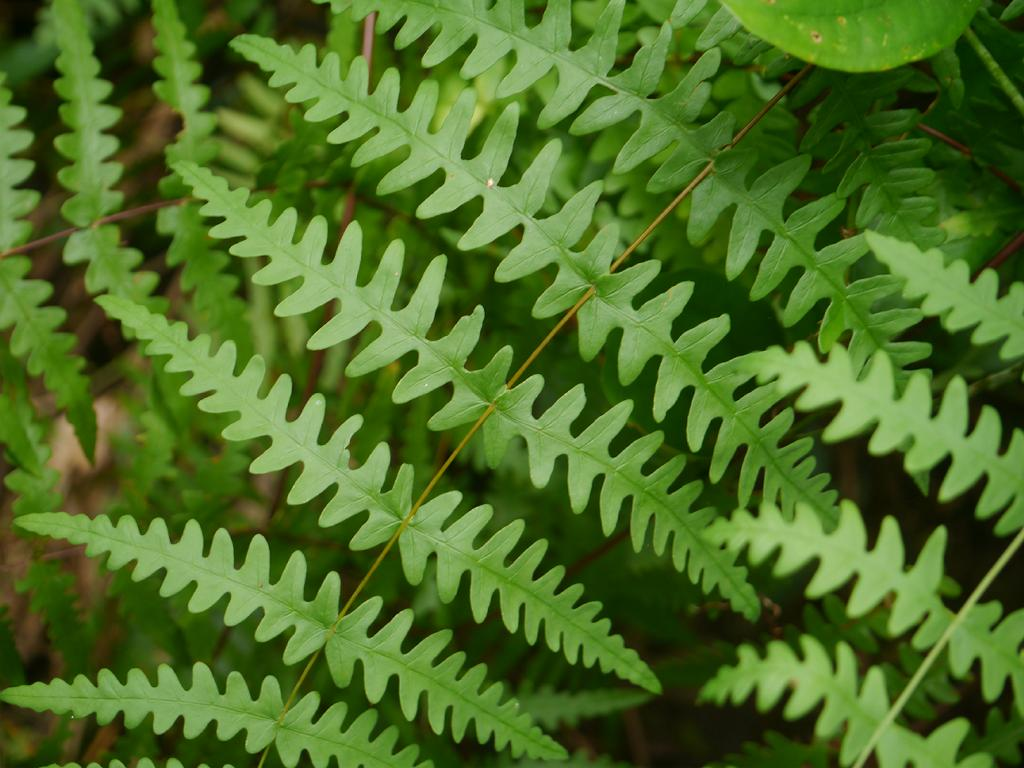
羽片
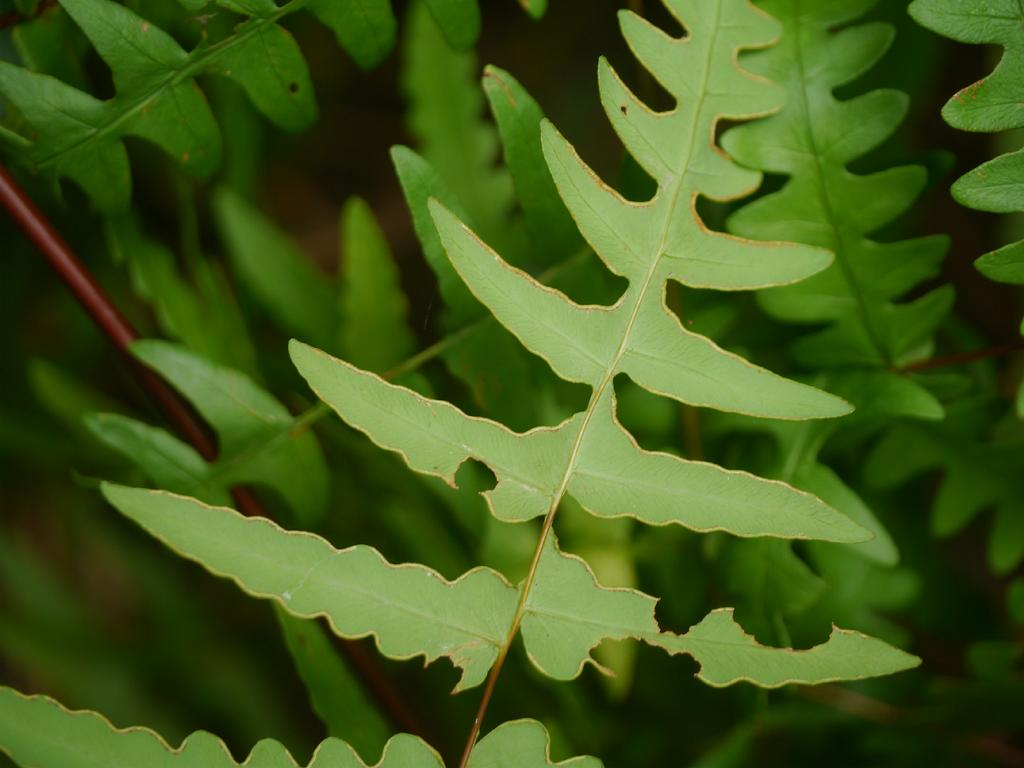
胞子嚢群
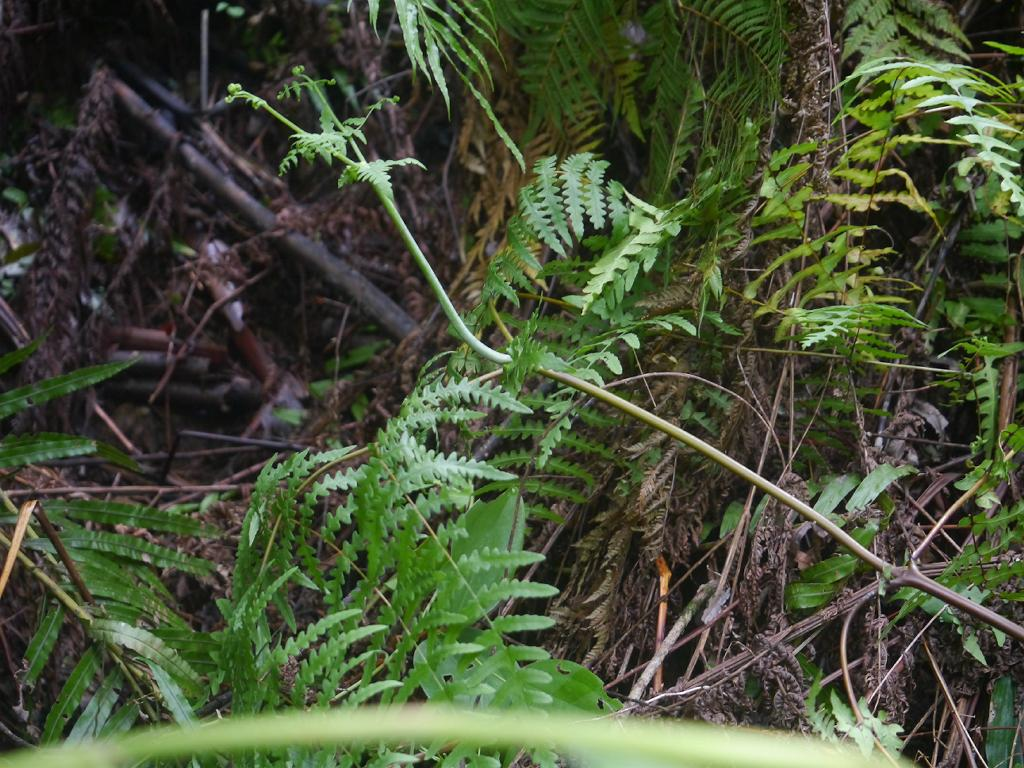
葉の先端で新たな羽片が展開

## 分類
ユノミネシダ属には、ユノミネシダ(H. incisa)の1種のみが認められているが、他にいくつかが「未分類」として記載されている。ユノミネシダの英名は、"Batwing fern"である。

## 分布
アジア、オーストラリア、アフリカ、南アメリカ、また様々な大洋島の熱帯から亜熱帯地域に分布する。
日本では鉱山跡や温泉地に特異的に出現する。
1887年に和歌山県の湯の峰温泉で発見されたが、この地は分布域の北限に当たり、この自生地は1928年にユノミネシダ自生地の名称で国の天然記念物に指定されている。